# La Réale (1694)
La Galère Réale ("galea reale"), comunemente chiamata La Réale ("la Reale"), è stata una galea della Marina francese, e la galea reale di Francia sotto Luigi XIV. Era classificata come "galea straordinaria" in quanto aveva 30 paia di remi, mentre le galee "ordinarie" ne avevano solo 26.
Fu progettata da Jean-Baptiste Chabert e costruita nei cantieri di Marsiglia fra il 1692 e 1694.
Sulla Réale, in quanto ammiraglia delle galee, sventolava lo stendardo reale di Francia, quadrato di colore rosso, seminato di gigli d'oro.
Le decorazioni della poppa sono oggi conservate al Musée de la Marine di Parigi.

## Altre galee dello stesso nome
- La Réale, (1538)
- La Réale, (1639)
- La Réale de France, (1662)
- La Réale, (1668)
- La Réale, (1669)
- La Réale, (1673)
- La Réale, (1679)
- La Réale, (1683)
- La Réale, (1723)
- La Réale, (1734)